# Le Petit Berger
Le Petit Berger – ou Paysage, soleil couchant – est un tableau réalisé par le peintre français Jean-Baptiste Camille Corot en 1840. De format vertical, cette huile sur toile est une pastorale qui représente un jeune chevrier jouant de la flûte adossé contre un tronc d'arbre, dans une forêt au coucher du soleil. L'œuvre est exposée au Salon, à Paris, l'année de sa création. Don de l'État en 1841, elle est conservée au musée de la Cour d'Or, à Metz, en Moselle.